# Ганчірковий папір
Ганчірковий папір — група паперів, які виготовлялися та виготовляються зі старих текстильних матеріалів або текстильних волокон. У бібліотекознавстві термін «папір ручної роботи» використовувався до винаходу целюлозного паперу в середині ХІХ століття. У сучасних технічних термінах паперової промисловості ганчірковий папір відноситься до високоякісних видів паперу, виготовленого з м'яко розщеплених волокон відповідних культур. У повсякденній мові також став поширеним термін «папір ручної роботи», але він стосується лише фактичного або передбачуваного методу виробництва без обов'язкового врахування фактичного складу волокна.

## Історичний ганчірковий папір

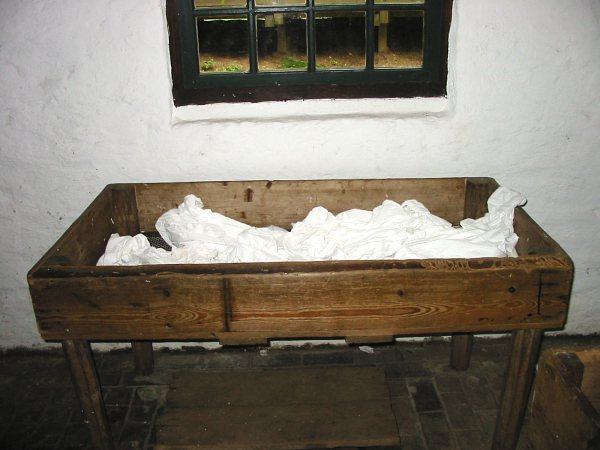
Історичний ганчірковий стіл з паперової фабрики

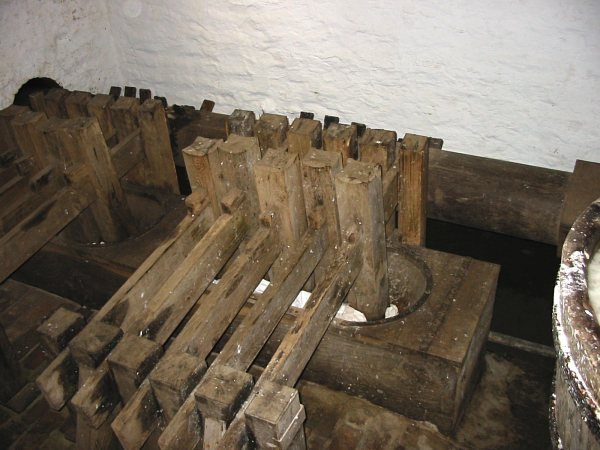
Історична штампувальна фабрика

Від початку європейського виробництва паперу в XIV столітті на італійських паперових фабриках сировиною для ганчір'яного паперу, який завжди виготовлявся вручну, слугував зношений одяг та інші текстильні вироби, що були вже непотрібні. Спосіб виробництва паперу, який поширився зі Східної Азії та Близького Сходу, значною мірою ґрунтувався на безпосередньому використанні рослинної сировини, отриманої для цієї мети.
Значна частина сировини для раннього європейського виробництва паперу складалася з конопляного волокна, лляного волокна (льону) та тканини з кропиви, які є одними з найбільш стійких природних волокон волоконних рослин, що культивуються в Європі. Паперові фабрики купували необхідне ганчір'я у ганчірників, які на них працювали. Ця початкова ситуація у практиці виробництва паперу, яка тривала протягом кількох століть, стала причиною появи міцного на розрив і дуже стійкого до старіння паперу, ганчіркового паперу.
Під час підготовки до виробництва паперу ганчір'я подрібнювали вручну і подавали до штампувального верстата. В результаті отримували промиту і більш-менш однорідну паперову масу, придатну для виготовлення паперу. У XVII столітті голландські папірні розробили низку вдосконалень технологічного процесу. Виробничий процес тепер включав «Голландця» — пристрій з водяним колесом для механічного розмелювання використаних тканин. Ця машина могла виробляти необхідну масу волокон за чверть часу, необхідного для старого штампувального верстата. Оскільки цей спосіб виробництва паперової маси здійснювався в простих ручних умовах, отримана паперова сировина не є однорідною. Для такого старого ганчір'яного паперу характерні невеликі потовщення, які іноді називають пеньками.

## Сучасний ганчірковий папір
Починаючи з промислового виробництва паперу, ганчірковий папір був переважно білим і однорідним папером з основною вагою від 70 до 135 грамів. Їх сировиною є переважно бавовняне волокно і лише менша частка льону, рамі або джуту. Такий ганчір'яний папір часто змішують із целюлозою, щоб вміст ганчір'я становив принаймні 50 %. В інших випадках говорять про папери з ганчірками.
Найважливішими технічними характеристиками цих ганчіркових паперів є особливо високі показники подвійного фальцювання та довжини розриву порівняно зі звичайним папером для друку та письма.
Типові сучасні застосування включають виготовлення марок, банкнот, акцій, мап та спеціальних документів. Під час виробництва банкнот або інших спеціальних державних документів здійснюється ретельний контроль якості, а кількість виробленого паперу суворо контролюється і документується. На відміну від своїх історичних аналогів, сучасний ганчірковий папір вже не обов'язково має водяний знак. Для неспеціаліста вони не відрізняються від якісного паперу для друку або високого друку.

## Індивідуальні докази
1. ↑  Brüggemann, H. (Hrsg.): Die Verarbeitung der Faserstoffe (Holz-, Papier- und Textilindustrie). Verlag Otto Spamer. Leipzig 1898, S. 111/112.